# Wuzhan
Wuzhan (kinesiska: 五站, 五站乡) är en socken i Kina. Den ligger i provinsen Heilongjiang, i den nordöstra delen av landet, omkring 120 kilometer öster om provinshuvudstaden Harbin.
Genomsnittlig årsnederbörd är 873 millimeter. Den regnigaste månaden är juli, med i genomsnitt 183 mm nederbörd, och den torraste är januari, med 9 mm nederbörd.